# ウォルトン・コーサルズFC
ウォルトン・コーサルズ・フットボールクラブ（Walton Casuals Football Club）はイングランド、サリー州、エルムブリッジ区内、ウォルトン・オン・テムズを本拠地とするサッカークラブチームである。2008-2009シーズンはイスミアンリーグ・ディヴィジョン1・サウス（8部相当）に所属。

## タイトル

### 国内タイトル
- コンバインド・カウンティーズリーグ:1回

2004-2005

### 国際タイトル
- なし